# Lista de discos lançados para o 64DD

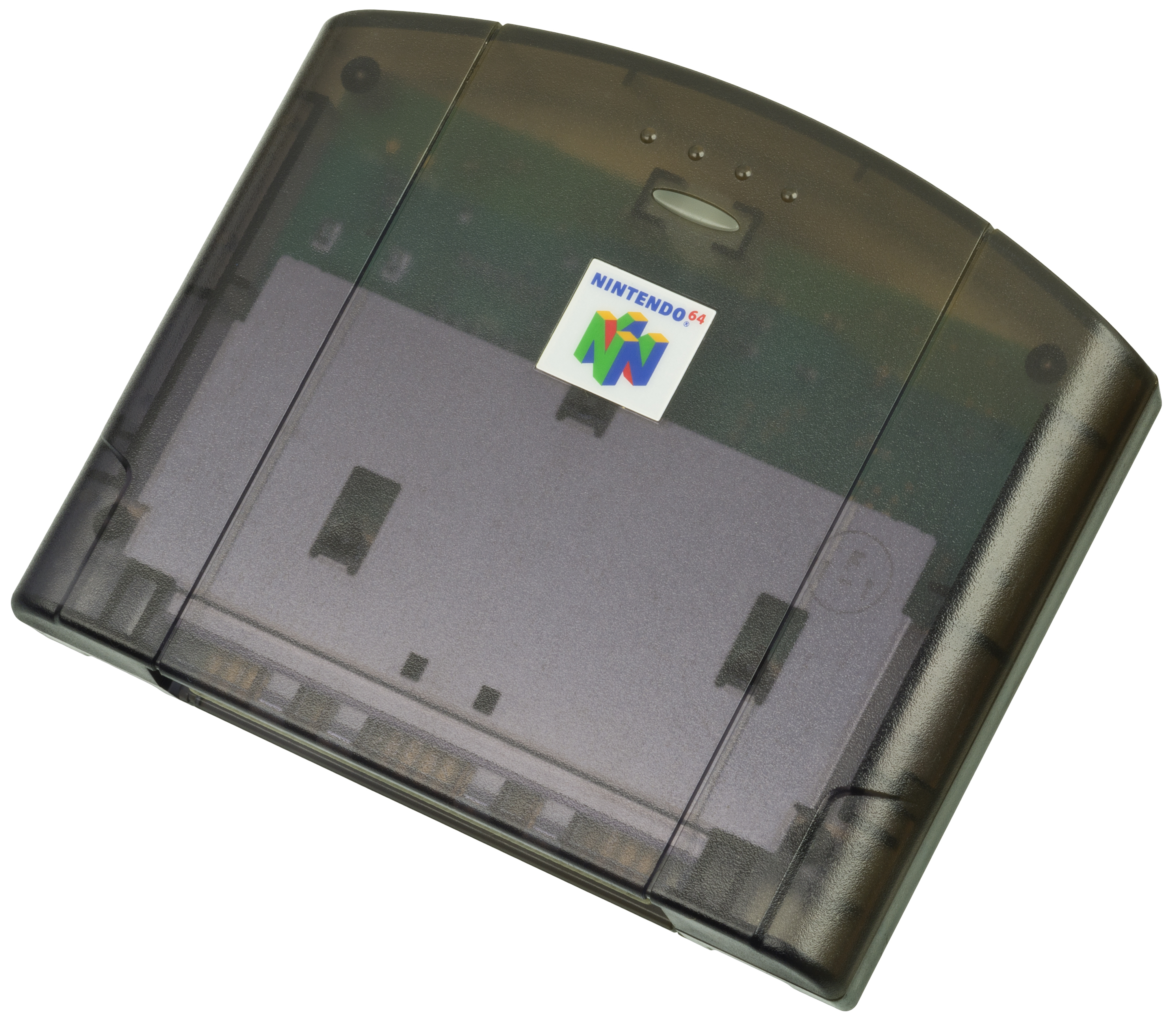
O Randnet Disk foi um utilitário dial-up, que vinha junto com a inscrição do serviço Randnet

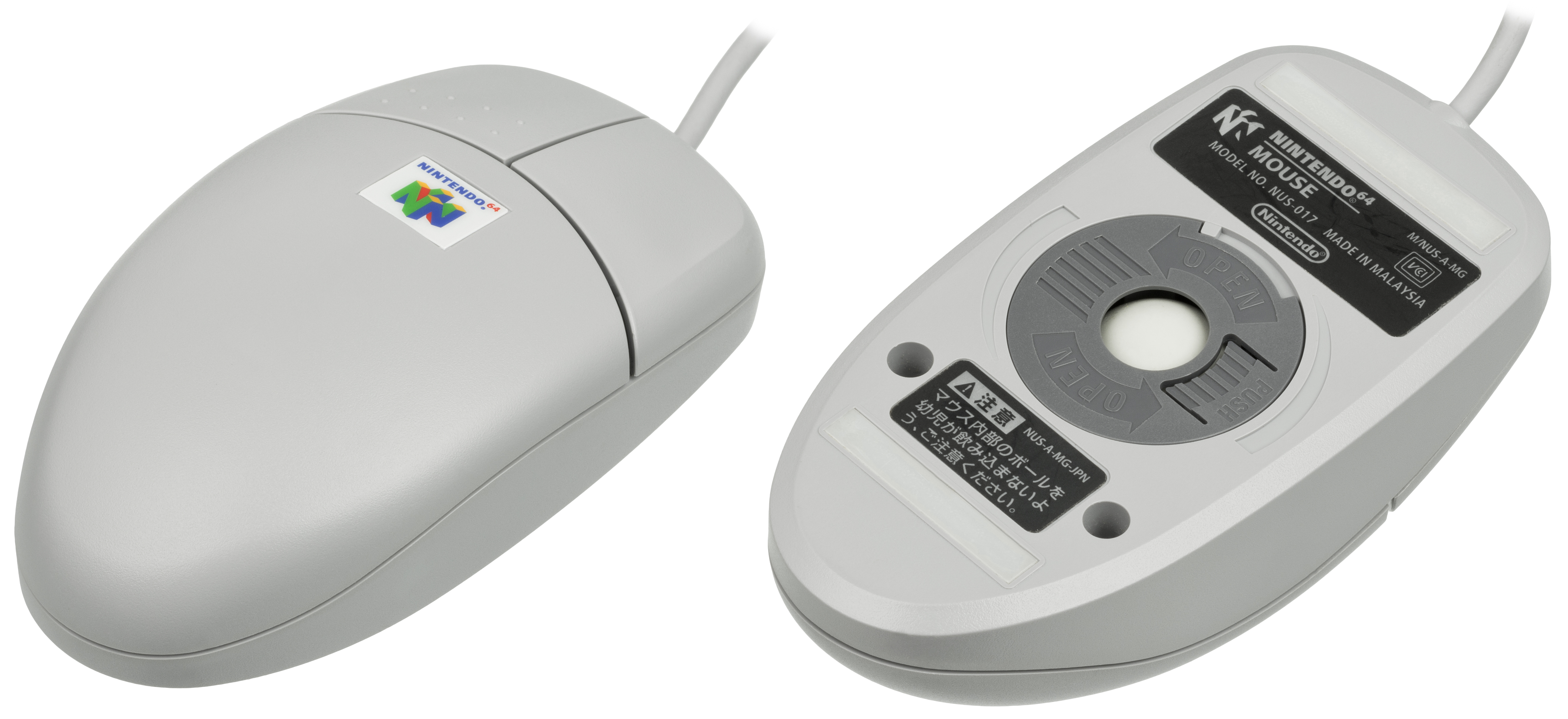
O mouse do 64DD é utilizado na série Mario Artist

A seguir apresenta-se a lista de discos lançados para o 64DD. O Nintendo 64DD é um periférico para o console Nintendo 64, lançado apenas no Japão em 1995, que permitia o uso de discos magnéticos proprietários de 64 megabytes para aumentar a capacidade de armazenamento de dados. O 64DD é notável em parte por seu período de vários anos de muitos adiamentos da data de lançamento, sendo essa a principal causa do periférico ser considerado uma falha comercial, tendo apenas em torno de quinze mil vendas no total. Apenas dez discos (divididos em oito jogos e dois utilitários de internet) foram lançados até a descontinuação do produto.
No dia 11 de dezembro de 1999, foram lançados Mario Artist: Paint Studio e Doshin the Giant. O Paint Studio foi o primeiro disco da série Mario Artist e foi desenvolvido pela Software Creations. É uma continuação de Mario Paint, para SNES, essencialmente retendo a mesma jogabilidade de jogo de pintar. Na compra do disco, vinha também um mouse do 64DD, obrigatório para o funcionamento do jogo. Doshin the Giant é um "simulador de deus", desenvolvido pela Param.  
Em 23 de fevereiro de 2000, três discos foram lançados: Randnet Disk, Mario Artist: Talent Studio e SimCity 64. O Randnet Disk foi um utilitário dial-up que vinha junto com a inscrição no serviço Randnet, da própria Nintendo. Conjuntamente, permitiam ao console a conexão com a internet. Talent Studio foi o segundo título da série Mario Artist, e permitia aos usuários a criação de personalidades. SimCity 64 é um simulador de criação de cidades desenvolvido pela HAL Laboratory, e é considerado a continuação de SimCity 2000. No dia 21 de abril, foi lançada a expansão para o jogo F-Zero X, intitulada "F-Zero X Expansion Kit", que permitia a criação de novos percursos e carros.  
Em 2 de maio, o simulador de golfe customizável Japan Pro Golf Tour 64, desenvolvido pela Media Corporation, foi lançado. No dia 17 do mesmo mês, ocorreu o lançamento da continuação de Doshin the Giant, intitulada "Doshin the Giant: Tinkling Toddler Liberation Front! Assemble!", também desenvolvido pela Param. Os dois últimos lançamentos no geral foram da série Mario Artist, com Communication Kit sendo lançado no dia 29 de junho e Polygon Studio em 29 de agosto. Communication Kit foi um utilitário para os títulos da série Mario Artist, que permitia a troca de dados e o envio de criações dos jogos da série para a internet. Polygon Studio é um criador de polígonos tridimensionais, sendo uma espécie de Paint Studio 3D.  

## Discos
| Título | Desenvolvedor      | Lançamento              | Ref.   |
| --- | ------------------ | ----------------------- | ------ |
| Mario Artist: Paint Studio (マリオアーティスト ペイントスタジオ)                                           | Software Creations | 11 de dezembro de 1999  | [ 3 ]  |
| Doshin the Giant (巨人のドシン1)                                                                           | Param              | 11 de dezembro de 1999  | [ 5 ]  |
| Randnet Disk (ランドネットディスク)                                                                        | Nintendo           | 23 de fevereiro de 2000 | [ 6 ]  |
| Mario Artist: Talent Studio (マリオアーティスト タレントスタジオ)                                          | Nintendo           | 23 de fevereiro de 2000 | [ 7 ]  |
| SimCity 64 (シムシティー64)                                                                                | HAL Laboratory     | 23 de fevereiro de 2000 | [ 8 ]  |
| F-Zero X Expansion Kit (エフゼロ エックス エクスパンション キット)                                         | Nintendo EAD       | 21 de abril de 2000     | [ 9 ]  |
| Japan Pro Golf Tour 64 (日本プロゴルフツアー64)                                                            | Media Corporation  | 2 de maio de 2000       | [ 10 ] |
| Doshin the Giant: Tinkling Toddler Liberation Front! Assemble! (巨人のドシン解放戦線 チビッコチッコ大集合) | Param              | 17 de maio de 2000      | [ 11 ] |
| Mario Artist: Communication Kit (マリオアーティスト コミュニケーションキット)                              | Nintendo           | 29 de junho de 2000     | [ 12 ] |
| Mario Artist: Polygon Studio (マリオアーティスト ポリゴンスタジオ)                                         | Nintendo           | 29 de agosto de 2000    | [ 13 ] |